# Microtome notata
Microtome notata är en fjärilsart som beskrevs av W. Warren 1903. Microtome notata ingår i släktet Microtome och familjen mätare. Inga underarter finns listade i Catalogue of Life.